# Nagyságrendek listája (hosszúság, áttekintő lap)
| 10−40                                                | 10−39                                                                                               | 10−38                                                                              | 10−37                                                                            | 10−36                                                                     | 10−35 m Planck-hossz                                                                 | 10−34 m | 10−33 m                                                             | 10−32 m                                                                          | 10−31 m                                             |
| 10−30 m                                              | 10−29 m                                                                                             | 10−28 m                                                                            | 10−27 m                                                                          | 10−26 m                                                                   | 10−25 m                                                                              | 10−24 m = 1 ym                                                                                                 | 10−23 m = 10 ym                                                     | 10−22 m = 100 ym                                                                 | 10−21 m = 1 zm                                      |
| 10−20 m = 10 zm                                      | 10−19 m = 100 zm                                                                                    | 10−18 m = 1 am                                                                     | 10−17 m = 10 am                                                                  | 10−16 m = 100 am                                                          | 10−15 m = 1 fm egy proton mérete                                                     | 10−14 m = 10 fm az atommag nagyságrendje                                                                       | 10−13 m = 100 fm                                                    | 10−12 m = 1 pm                                                                   | 10−11 m = 10 pm egy hidrogénatom sugara             |
| 10−10 m = 100 pm egy átlagos atom sugara             | 10−9 m = 1 nm a DNS-hélix átmérője                                                                  | 10−8 m = 10 nm                                                                     | 10−7 m = 100 nm a kromoszómák mérete; a látható fény hullámhossza                | 10−6 m = 1 µm egy tipikus baktérium átmérője                              | 10−5 m = 10 µm egy akril-, nejlon- vagy selyemszál, ill. egy emberi hajszál átmérője | 10−4 m = 100 µm poratka, papucsállatka, petesejt                                                               | 10−3 m = 1 mm vöröshangya                                           | 10−2 m = 1 cm szúnyog, golflabda                                                 | 10−1 m = 1 dm kisebb emlősök, átlagos bokrok mérete |
| 100 m = 1 m átlagember; zsiráf                       | 101 m = 1 dam a legnagyobb állatok; átlagos házak, tornyok, piramisok magassága; sportpályák hossza | 102 m = 1 hm nagyobb fák, nagyobb piramisok, tornyok, kisebb hegyek, felhőkarcolók | 103 m = 1 km gyalog megtehető távolságok; az átlagos hegyek, hegységek magassága | 104 m = 10 km helyi és helyközi közlekedés; az óceán legmélyebb pontja    | 105 m = 100 km vasúton, távolsági busszal megtehető távolságok                       | 106 m = 1 Mm repülőgéppel megtehető távolságok; a Hold átmérője, a Nílus és a kínai nagy fal hossza            | 107 m = 10 Mm a Föld átmérője, a leghosszabb föld körüli távolságok | 108 m = 100 Mm a Jupiter átmérője; egy fénymásodperc; a Hold távolsága a Földtől | 109 m = 1 Gm a Nap átmérője                         |
| 10 m = 10 Gm egy fényperc; Merkúr távolsága a Naptól | 1011 m = 100 Gm Vénusz, Föld, Mars, Jupiter távolsága a Naptól                                      | 1012 m = 1 Tm egy fényóra; Szaturnusz, Neptunusz, Plútó távolsága a Naptól         | 1013 m = 10 Tm a Voyager–1, az ember által alkotott legtávolabbi objektum        | 1014 m = 100 Tm                                                           | 1015 m = 1 Pm egy fényév                                                             | 1016 m = 10 Pm a legközelebbi csillag                                                                          | 1017 m = 100 Pm                                                     | 1018 m = 1 Em                                                                    | 1019 m = 10 Em                                      |
| 1020 m = 100 Em                                      | 1021 m = 1 Zm a Tejút galaxistányérjának átmérője                                                   | 1022 m = 10 Zm az Androméda-galaxis távolsága                                      | 1023 m = 100 Zm                                                                  | 1024 m = 1 Ym a világegyetem eddig ismert legnagyobb objektumainak mérete | 1025 m = 10 Ym                                                                       | 1026 m = 100 Ym egyes kvazárok becsült távolsága; a kozmikus háttérsugárzás által az ősrobbanás óta megtett út | 1027 m                                                              | 1028 m                                                                           | 1029 m                                              |